# Cagnes-sur-Mer
Pour les articles homonymes, voir Cagne (homonymie).

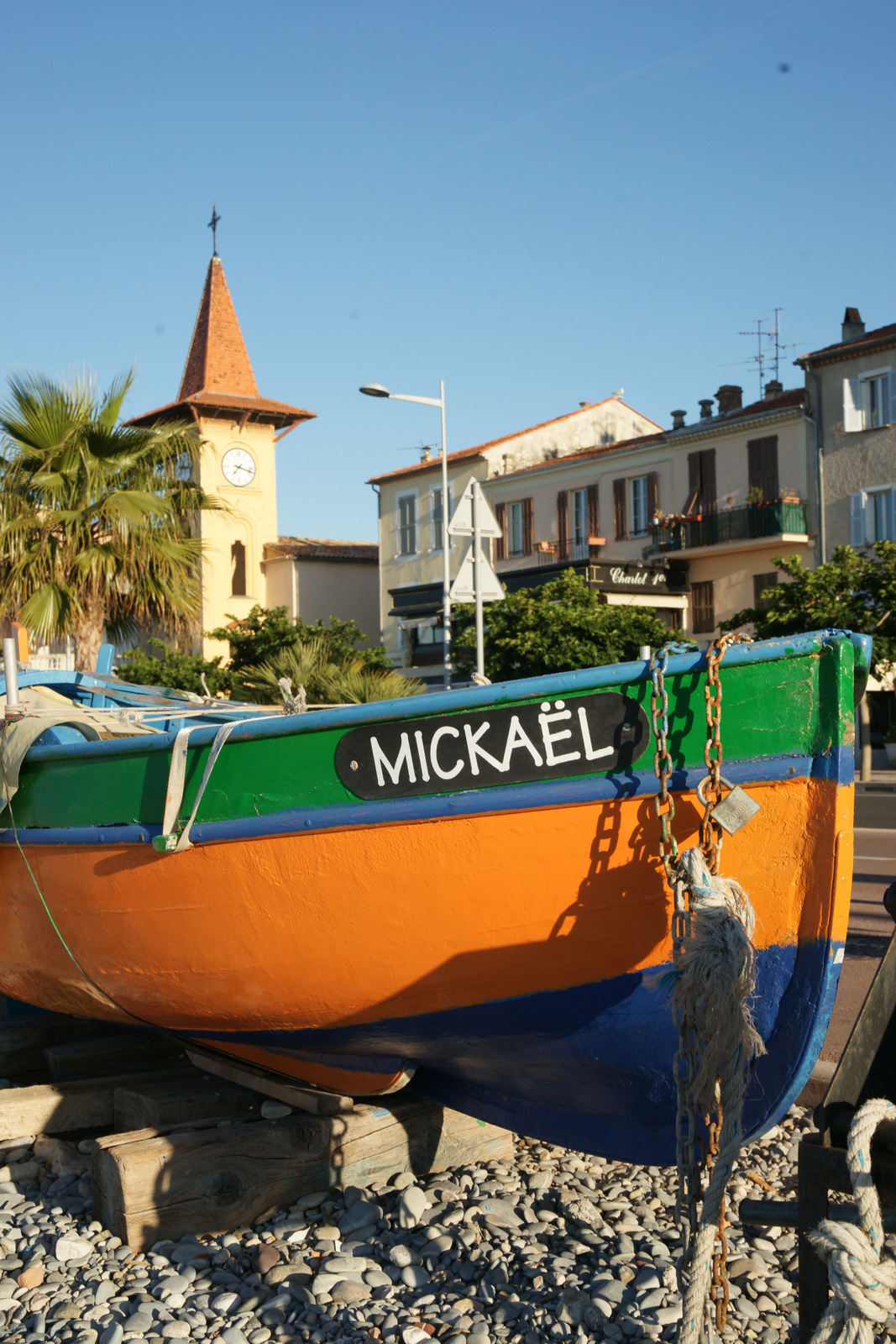
Église Saint-Pierre du Cros-de-Cagnes depuis la plage.

Cagnes-sur-Mer (en occitan : Canha de Mar (norme classique) / Cagno de Mar (norme mistralienne), API: [ˈka.ɲɔ de maʀ]) est une commune française située dans le département des Alpes-Maritimes, en région Provence-Alpes-Côte d'Azur. Elle fait partie de la métropole Nice Côte d'Azur.
Ses habitants sont appelés les Cagnois.

## Géographie

### Localisation
Cagnes-sur-Mer est une ville du sud-est de la France située sur les rives de la mer Méditerranée, entre Saint-Laurent-du-Var et Villeneuve-Loubet. Elle s'étend le long d'une anse offrant près de quatre kilomètres de plage et est entourée de collines, dont celle du château qui culmine à 90 mètres d'altitude.

### Communes limitrophes
| Vence                                 | La Gaude         | Saint-Laurent-du-Var |
| Saint-Paul-de-Vence La Colle-sur-Loup | Cagnes-sur-Mer   | Saint-Laurent-du-Var |
| Villeneuve-Loubet                     | Mer Méditerranée | Saint-Laurent-du-Var |

### Géologie et relief
La superficie de la commune est de 1 795 hectares ; l'altitude varie entre 0 et 187 mètres.
La classification sismique est zone 4 (sismicité moyenne) et quelques séismes sont ressentis à Cagnes-sur-Mer.

### Hydrographie
- Un fleuve côtier et son affluent principal la traversent : la Cagne et le Malvan[4].
- Le fleuve le Loup[4] borde également la commune et constitue, par endroits, la frontière avec la commune de Villeneuve-Loubet.

Cagnes-sur-Mer dispose d'une station d'épuration d'une capacité de 130 000 équivalent-habitants.
Cagnes-sur-Mer est une commune située dans une zone de sismicité moyenne.

### Climat
Pour des articles plus généraux, voir Climat de Provence-Alpes-Côte d'Azur et Climat des Alpes-Maritimes.
En 2010, le climat de la commune est de type climat méditerranéen franc, selon une étude du Centre national de la recherche scientifique s'appuyant sur une série de données couvrant la période 1971-2000. En 2020, Météo-France publie une typologie des climats de la France métropolitaine dans laquelle la commune est exposée à un climat méditerranéen et est dans la région climatique Var, Alpes-Maritimes, caractérisée par une pluviométrie abondante en automne et en hiver (250 à 300 mm en automne), un très bon ensoleillement en été (fraction d’insolation> 75 %), un hiver doux (8 °C) et peu de brouillards.
Pour la période 1971-2000, la température annuelle moyenne est de 15,8 °C, avec une amplitude thermique annuelle de 14,2 °C. Le cumul annuel moyen de précipitations est de 834 mm, avec 6,5 jours de précipitations en janvier et 2,1 jours en juillet. Pour la période 1991-2020, la température moyenne annuelle observée par la station météorologique de Météo-France la plus proche, « Antibes », sur le territoire de la commune d'Antibes à 9 km à vol d'oiseau, est de 15,9 °C et le cumul annuel moyen de précipitations est de 879,5 mm. 
La température maximale relevée sur cette station est de 38,5 °C, atteinte le 17 juillet 2003 ; la température minimale est de −4,4 °C, atteinte le 1er mars 2005,,.
| Mois                                  | jan.          | fév.            | mars          | avril          | mai            | juin          | jui.            | août            | sep.          | oct.           | nov.            | déc.          | année     |
| ------------------------------------- | ------------- | --------------- | ------------- | -------------- | -------------- | ------------- | --------------- | --------------- | ------------- | -------------- | --------------- | ------------- | --------- |
| Température minimale moyenne (°C)     | 4,2           | 4,3             | 6,5           | 9              | 12,8           | 16,7          | 19,1            | 19,1            | 15,7          | 12,4           | 8,2             | 5             | 11,1      |
| Température moyenne (°C)              | 8,8           | 9,1             | 11,4          | 13,8           | 17,6           | 21,5          | 24,1            | 24,3            | 20,8          | 17             | 12,7            | 9,7           | 15,9      |
| Température maximale moyenne (°C)     | 13,5          | 13,9            | 16,2          | 18,5           | 22,3           | 26,3          | 29,1            | 29,6            | 25,9          | 21,6           | 17,2            | 14,3          | 20,7      |
| Record de froid (°C) date du record   | −4 21.01.23   | −3,4 06.02.12   | −4,4 01.03.05 | 0,3 14.04.1998 | 4,1 07.05.1991 | 8,8 01.06.06  | 11,9 13.07.1993 | 11,7 23.08.1988 | 7 15.09.1988  | 0,5 30.10.1997 | −2,8 22.11.1998 | −3,3 30.12.05 | −4,4 2005 |
| Record de chaleur (°C) date du record | 22,8 11.01.15 | 26,3 15.02.1990 | 26 11.03.23   | 28 24.04.23    | 31,8 27.05.22  | 35,8 25.06.17 | 38,5 17.07.03   | 38,5 01.08.06   | 33,9 15.09.22 | 31 10.10.1997  | 27 04.11.04     | 23,2 11.12.23 | 38,5 2006 |
| Précipitations (mm)                   | 88,3          | 59,7            | 58            | 74             | 47             | 30,2          | 17,1            | 24,3            | 89,8          | 132,5          | 155,6           | 103           | 879,5     |

| Diagramme climatique                                  |             |           |         |            |              |              |              |              |               |              |          |
| J                                                     | F           | M         | A       | M          | J            | J            | A            | S            | O             | N            | D        |
| 13,54,288,3                                           | 13,94,359,7 | 16,26,558 | 18,5974 | 22,312,847 | 26,316,730,2 | 29,119,117,1 | 29,619,124,3 | 25,915,789,8 | 21,612,4132,5 | 17,28,2155,6 | 14,35103 |
| Moyennes : • Temp. maxi et mini °C • Précipitation mm |             |           |         |            |              |              |              |              |               |              |          |

Les paramètres climatiques de la commune ont été estimés pour le milieu du siècle (2041-2070) selon différents scénarios d'émission de gaz à effet de serre à partir des nouvelles projections climatiques de référence DRIAS-2020. Ils sont consultables sur un site dédié publié par Météo-France en novembre 2022.

### Voies de communication et transports

#### Transports routiers
- Proximité de l'autoroute A8. L'échangeur autoroutier se situe au niveau de Saint-Isidore.
- Sorties et échangeurs :
  -  47 Villeneuve-Loubet : Villeneuve-Loubet Centre, Vence, Cagnes-sur-Mer.
  -  48 Cagnes : Vence, Cagnes-sur-Mer.

#### Transports urbains
Cagnes-sur-Mer est desservie par les bus des Lignes d'Azur, réseau de l'agglomération niçoise. Elle sera desservie par la ligne 4 du tramway de Nice en construction.

#### Lignes SNCF
La commune est desservie par deux gares des TER Provence-Alpes-Côte d'Azur :
- la gare de Cagnes-sur-Mer
- la gare du Cros-de-Cagnes

#### Ports
- Port du Cros-de-Cagnes[14],[15].

#### Vélo

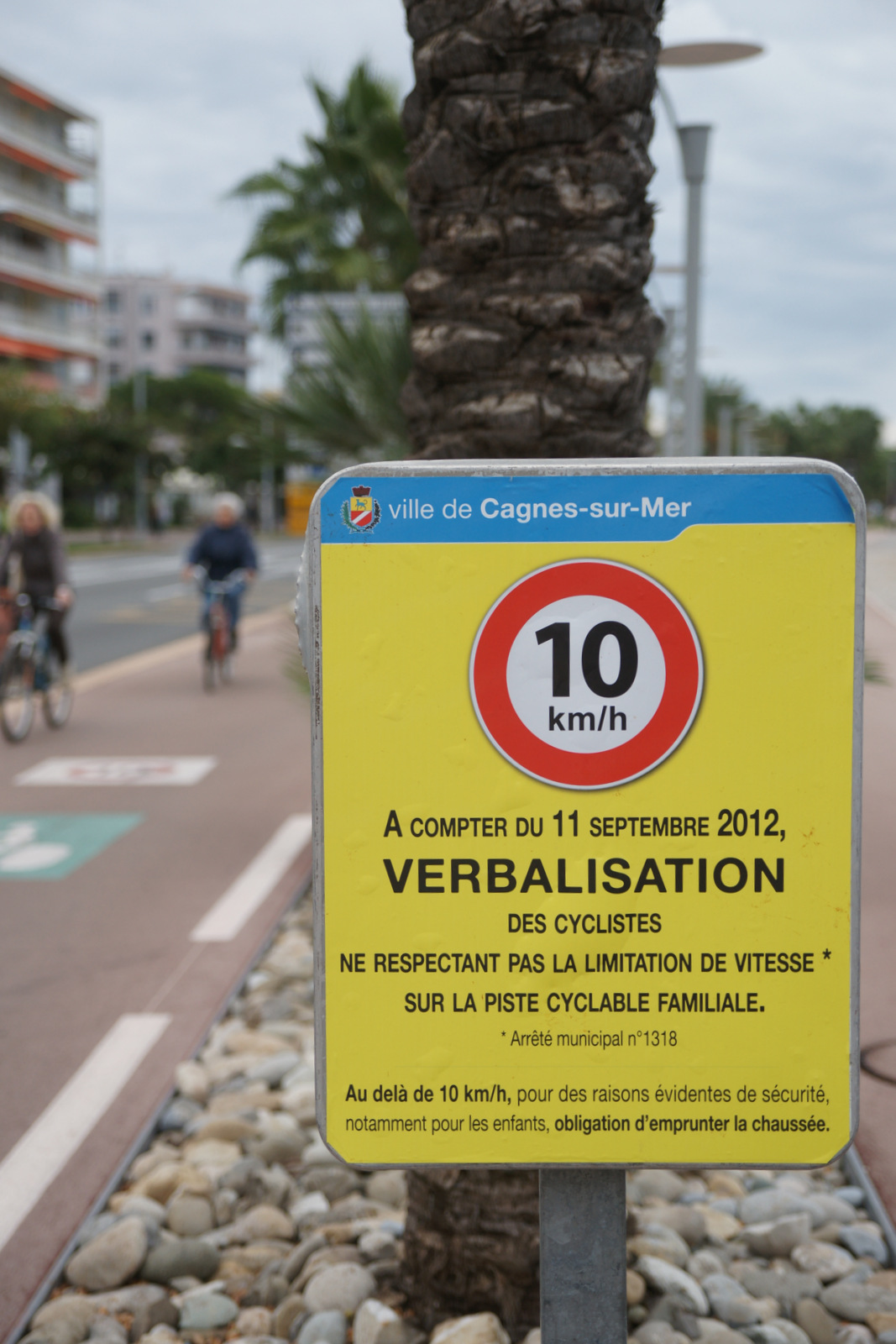
Verbalisation des cyclistes au-delà de 10 km/h

Cagnes-sur-Mer a été la première ville, à partir du 11 septembre 2012, à mettre une amende de 35 € pour les vélos qui dépassent 10 km/h sur les pistes cyclables,. Les contrevenants seront contrôlés par radars, comme des automobilistes. Il faut savoir que la majorité des vélos ne disposent pas de compteur de vitesse, qui n'est pas obligatoire.

## Urbanisme
La commune est intégrée dans le plan local d'urbanisme métropolitain approuvé le 25 octobre 2019.

### Typologie
Au 1er janvier 2024, Cagnes-sur-Mer est catégorisée grand centre urbain, selon la nouvelle grille communale de densité à sept niveaux définie par l'Insee en 2022.
Elle appartient à l'unité urbaine de Nice, une agglomération intra-départementale regroupant 51 communes, dont elle est une commune de la banlieue,,. Par ailleurs la commune fait partie de l'aire d'attraction de Nice, dont elle est une commune du pôle principal,. Cette aire, qui regroupe 100 communes, est catégorisée dans les aires de 200 000 à moins de 700 000 habitants,.
La commune, bordée par la mer Méditerranée, est également une commune littorale au sens de la loi du 3 janvier 1986, dite loi littoral. Des dispositions spécifiques d’urbanisme s’y appliquent dès lors afin de préserver les espaces naturels, les sites, les paysages et l’équilibre écologique du littoral, tel le principe d'inconstructibilité, en dehors des espaces urbanisés, sur la bande littorale des 100 mètres, ou plus si le plan local d’urbanisme le prévoit.

### Occupation des sols
L'occupation des sols de la commune, telle qu'elle ressort de la base de données européenne d’occupation biophysique des sols Corine Land Cover (CLC), est marquée par l'importance des territoires artificialisés (70,2 % en 2018), en augmentation par rapport à 1990 (60,3 %). La répartition détaillée en 2018 est la suivante :
zones urbanisées (62,6 %), forêts (21,3 %), zones agricoles hétérogènes (7,2 %), zones industrielles ou commerciales et réseaux de communication (3,9 %), espaces verts artificialisés, non agricoles (3,7 %), milieux à végétation arbustive et/ou herbacée (0,9 %), eaux maritimes (0,4 %).
L'évolution de l’occupation des sols de la commune et de ses infrastructures peut être observée sur les différentes représentations cartographiques du territoire : la carte de Cassini (XVIIIe siècle), la carte d'état-major (1820-1866) et les cartes ou photos aériennes de l'IGN pour la période actuelle (1950 à aujourd'hui).

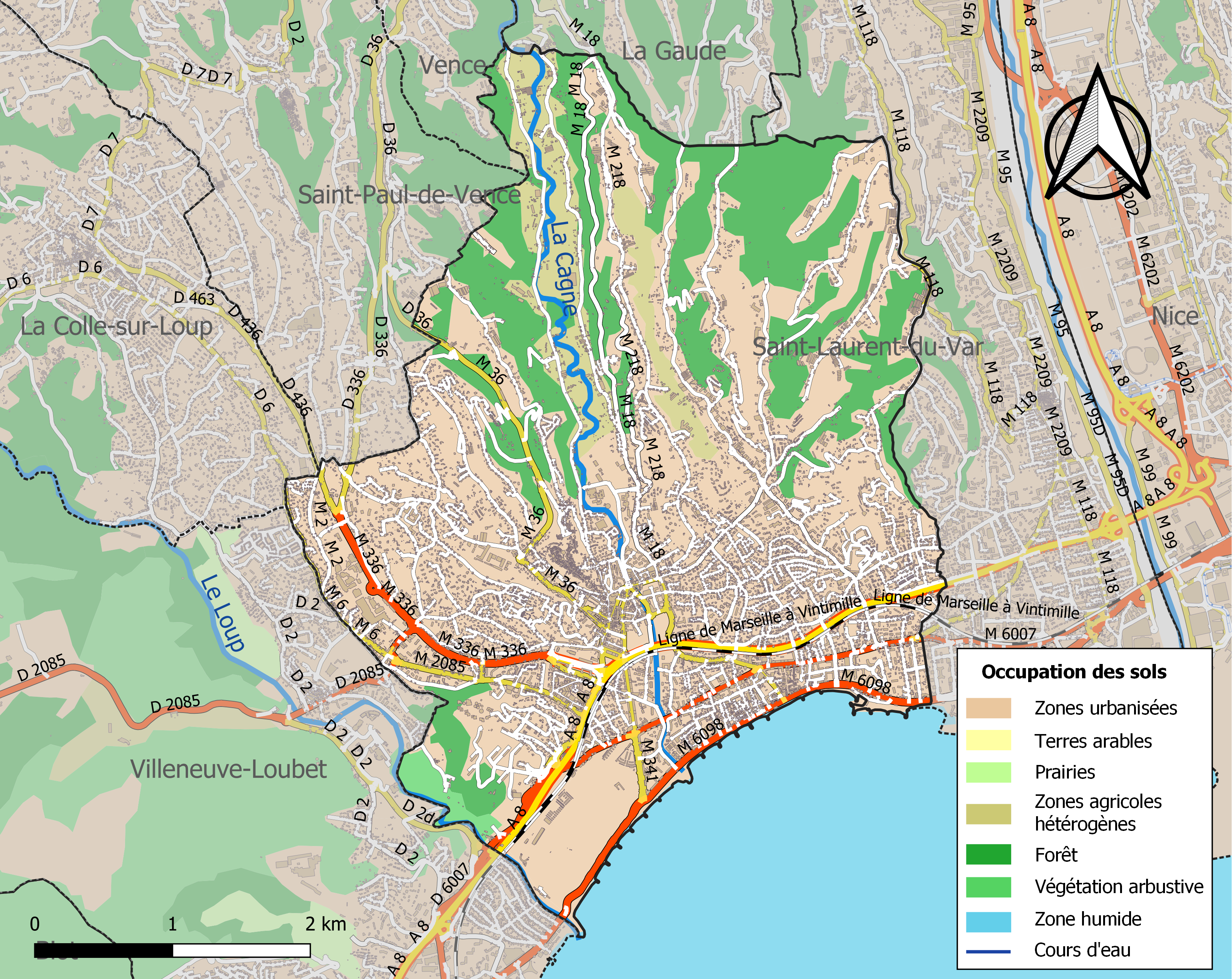
Carte de l'occupation des sols de la commune en 2018 (CLC).
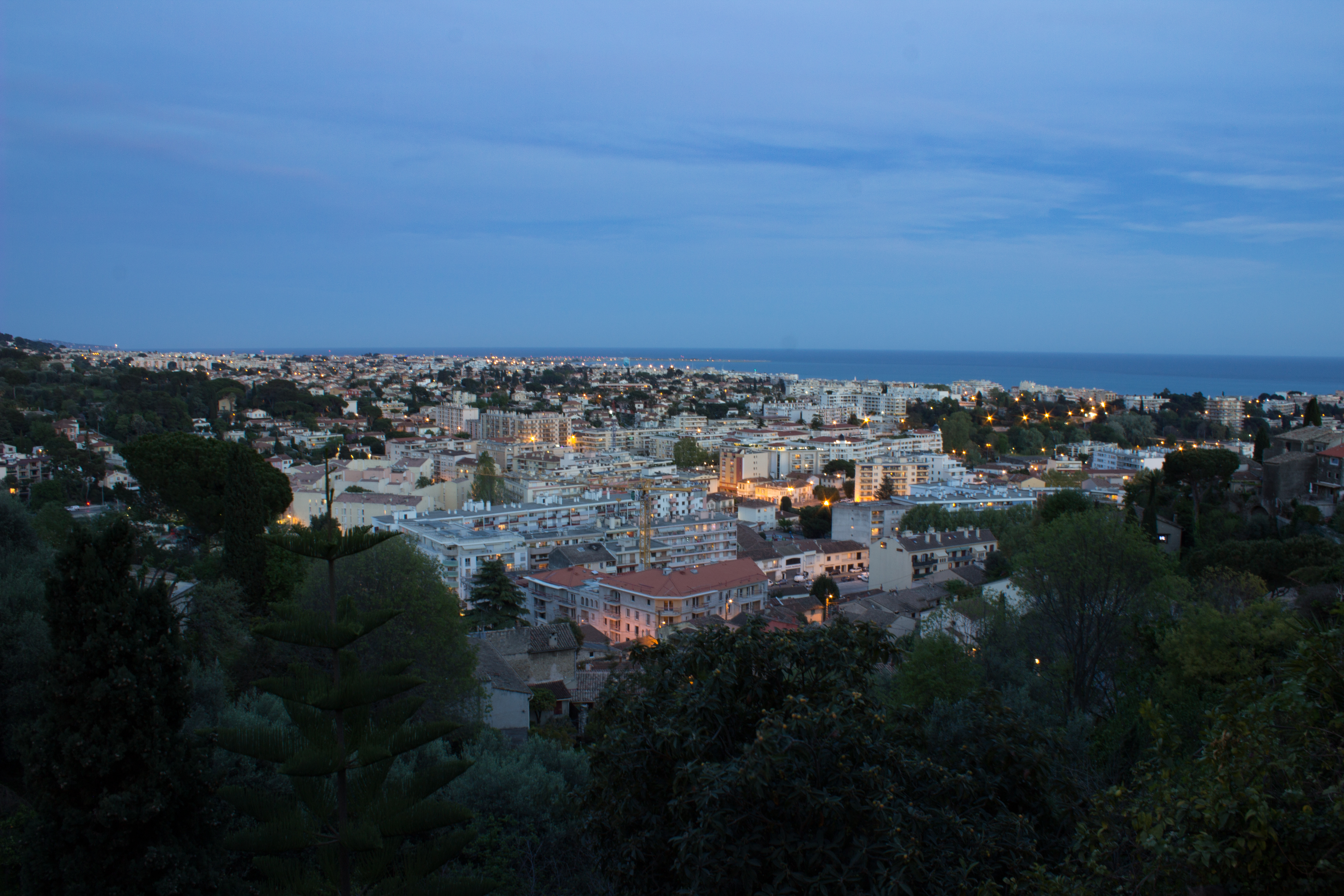
Vue sur Cagnes-Sur-Mer à la tombée de la nuit depuis le Haut de Cagnes.

### Morphologie urbaine
La commune comprend un vieux bourg médiéval perché sur une colline dominée par le château Grimaldi, une ville moderne à ses pieds et un village de pêcheurs, appelé Le Cros-de-Cagnes, en bordure de mer.

### Logement
En 2009, le nombre total de logements dans la commune était de 29 344, alors qu'il était de 25 994 en 1999.
Parmi ces logements, 79,1 % étaient des résidences principales, 15,1 % des résidences secondaires et 5,8 % des logements vacants. Ces logements étaient pour 24,1 % d'entre eux des maisons individuelles et pour 75,1 % des appartements.
La proportion des résidences principales, propriétés de leurs occupants était de 56,9 %, en hausse par rapport à 1999 (53,0 %). La part de logements HLM loués vides (logements sociaux) était toujours très inférieure au seuil légal de 20 % : 4,5 % contre 4,2 % en 1999.

### Projets d'aménagements
- Le projet de la nouvelle gare multimodale de Cagnes[23],[24].
- Le nouvel aménagement de la place De-Gaulle[25].
- Écoquartier de la Villette[26], signé Jean-Michel Wilmotte[27].
- Requalification du Béal[28].

## Toponymie
La commune doit son nom au torrent et fleuve côtier qui la traverse, la Cagne. On retrouve ce nom sur des tronçons ou des affluents de la Cagne (Cagnette, Vescagne, Combe de Cagnes) dans la région de Vence et de Coursegoules. Il peut s'agir à l'origine d'un terme générique renvoyant à la présence de roseaux ou de cannes sur les rives d'un ruisseau.
La commune est nommée [ˈkaɲɔ de ˈmaʀ] et s'écrit Canha de Mar en occitan selon la norme classique ou Cagno en provençal selon la norme mistralienne. Les habitants et l'occitan local sont appelés canhenc / cagnenc [kaɲˈẽŋk].

## Histoire
Cagnes semble apparaître au XIe siècle. De par sa proximité avec le fleuve Var qui sert de frontière entre le comté de Provence et celui de Savoie, il devient en 1388 un poste frontière important. Après avoir souffert de nombreux conflits frontaliers au XVIe siècle, la bourgade connaît une période de calme sous le règne de Louis XIII avant de subir de nouvelles invasions sous les règnes de Louis XIV et Louis XV.

### Le territoire de Cagnes avant Cagnes
Comme le reste du littoral des Alpes-Maritimes, le territoire de Cagnes-sur-Mer a livré des traces d'occupations anciennes.
Parmi elles, on citera notamment une exploitation agricole antique au Moulin de Cassol (près de la gare) et un atelier de céramique au lieu-dit Saint-Véran.
Le premier site se présente comme un petit bâtiment abritant des bassins liés à des pressoirs à raisin ou à olive pour produire du vin ou de l'huile. Il semble avoir fonctionné entre le milieu du Ier siècle et le IIIe siècle, bien que l'on ait aussi trouvé des céramiques du Ve siècle associées aux structures mises au jour.
À Saint-Veran a été mis au jour un four antique ayant produit des céramiques communes (casseroles, marmites...). Le mobilier associé se compose essentiellement de céramiques de l'Antiquité tardive (Ve siècle). On notera l'importance des importations d'Afrique du Nord antique et même de la mer Égée qui montrent le maintien des liens du littoral de la Gaule avec le reste de Méditerranée à cette période.

### Le Haut de Cagnes

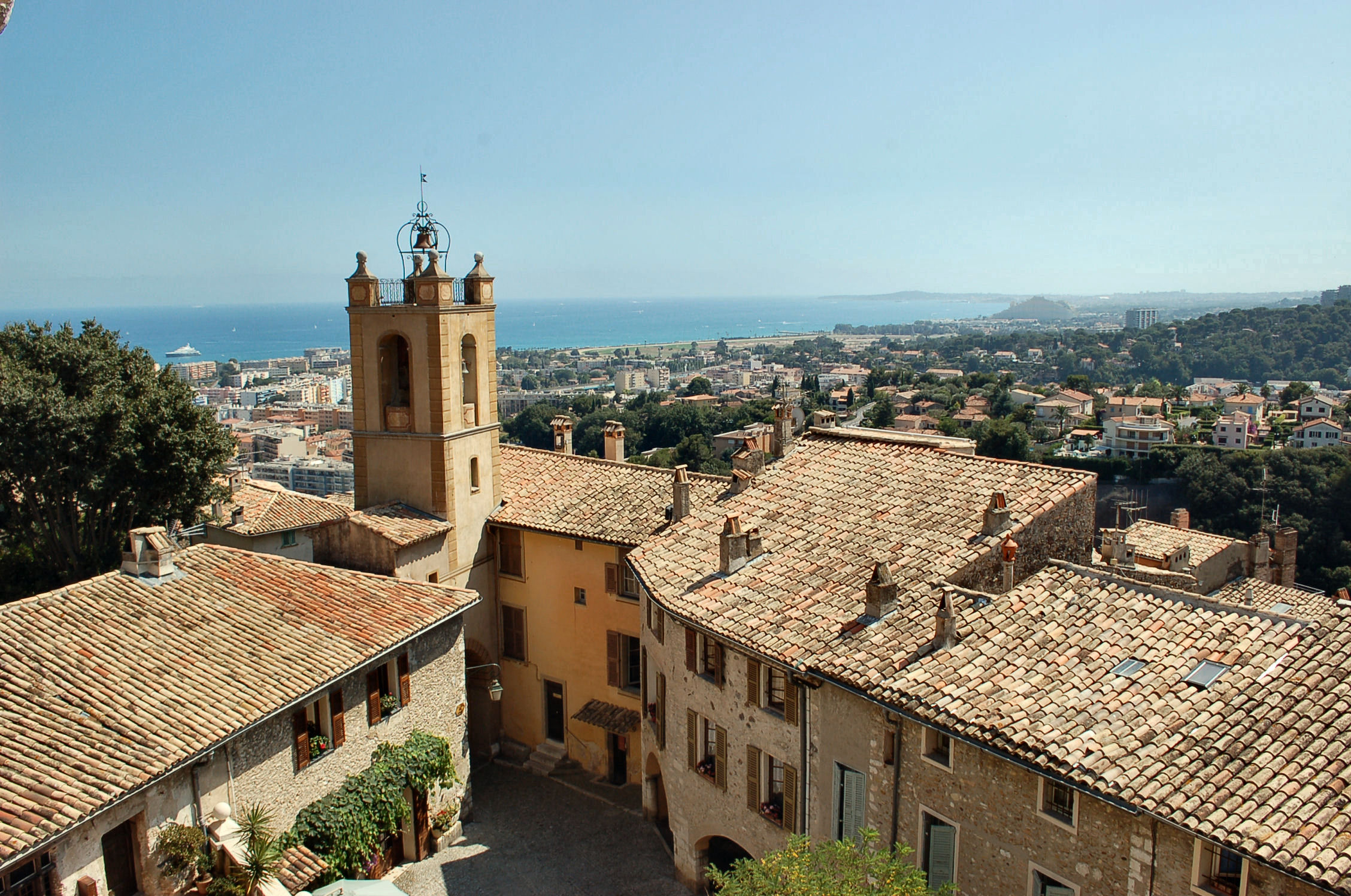
Le Haut de Cagnes

L'histoire de la ville est étroitement liée à celle de son château. En effet, c'est en 1309 que Rainier Ier Grimaldi, coseigneur de Monaco, devient seigneur de Cagnes. Il fait bâtir le château Grimaldi qui deviendra bientôt une propriété de la branche des Grimaldi d'Antibes, jusqu'à la Révolution française. Au XVIIe siècle, Jean-Henri Grimaldi, marquis de Corbons et baron de Cagnes, sous la protection de Louis XIII et de Richelieu, transforme le château médiéval en une demeure confortable dans laquelle il mène une vie fastueuse.

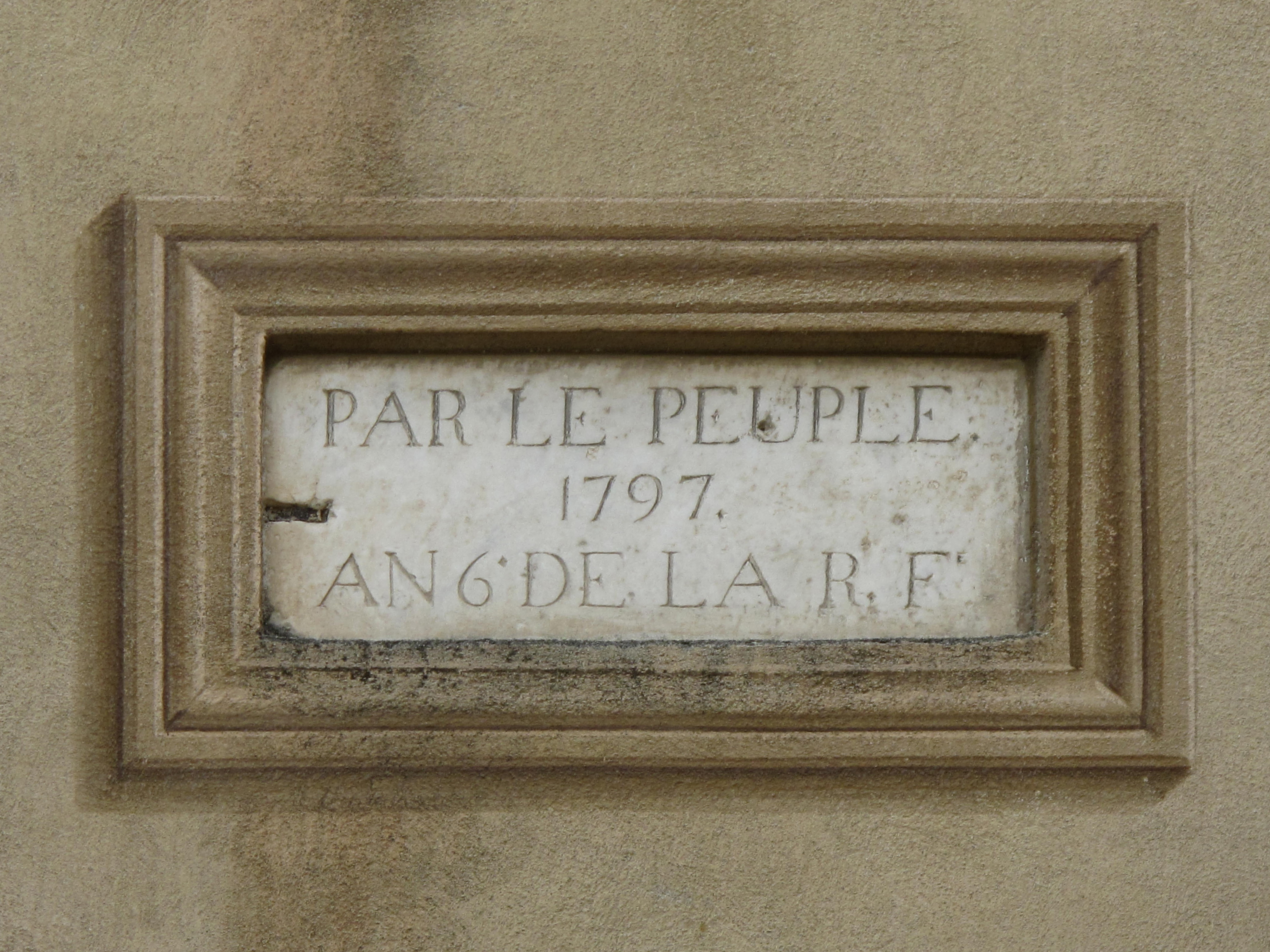
Plaque datant de la Révolution française sur un mur du Haut-de-Cagnes (Alpes-Maritimes).

Lors de la Révolution française, la famille Grimaldi est chassée de la ville et se réfugie à Nice. Le château est laissé à l'abandon jusqu'à ce qu'un particulier le rachète et le restaure en 1875.
Le dernier marquis de Cagnes et d'Antibes s'éteint en Belgique au XXe siècle.

### Le Cros-de-Cagnes
À la fin du XVIIIe siècle, des pêcheurs viennent de Menton deux fois par an jeter leurs filets dans les eaux cagnoises. Ces dernières sont si poissonneuses qu'ils décident de s'installer définitivement sur cette côte, alors marécageuse, vite rejoints par des Cagnois qui abandonnent leurs activités agricoles. Le petit village ne cesse de prospérer grâce à la pêche, atteignant son apogée au début du XXe siècle avec une flotte de plus d'une centaine de pointus (nom donné aux bateaux de pêche locaux). Le Cros-de-Cagnes a célébré les 200 ans de sa création le 1er juin 2013 lors d'une journée de festivités impliquant toutes les associations locales,.

## Politique et administration

### Récapitulatif de résultats électoraux récents
| Scrutin             | 1er tour | 1er tour | 1er tour | 1er tour | 1er tour | 1er tour | 1er tour | 1er tour | 1er tour | 1er tour | 1er tour | 1er tour | 1er tour | 1er tour | 1er tour | 2d tour        | 2d tour        | 2d tour        | 2d tour        | 2d tour        | 2d tour        | 2d tour        | 2d tour        | 2d tour        |
| Scrutin             | 1er      | 1er      | %        | 2e       | 2e       | %        | 3e       | 3e       | %        | 4e       | 4e       | %        | 5e       | 5e       | %        | 1er            | 1er            | %              | 2e             | 2e             | %              | 3e             | 3e             | %              |
| ------------------- | -------- | -------- | -------- | -------- | -------- | -------- | -------- | -------- | -------- | -------- | -------- | -------- | -------- | -------- | -------- | -------------- | -------------- | -------------- | -------------- | -------------- | -------------- | -------------- | -------------- | -------------- |
| Municipales 2014    |          | UMP      | 52,61    |          | FN       | 24,34    |          | FG       | 11,41    |          | DVD      | 6,35     |          | PS       | 5,26     | Pas de 2d tour | Pas de 2d tour | Pas de 2d tour | Pas de 2d tour | Pas de 2d tour | Pas de 2d tour | Pas de 2d tour | Pas de 2d tour | Pas de 2d tour |
| Européennes 2014    |          | FN       | 35,44    |          | UMP      | 27,95    |          | PS       | 8,75     |          | UDI      | 7,38     |          | EELV     | 5,64     | Tour unique    | Tour unique    | Tour unique    | Tour unique    | Tour unique    | Tour unique    | Tour unique    | Tour unique    | Tour unique    |
| Régionales 2015     |          | FN       | 41,44    |          | UMP      | 36,98    |          | PS       | 11,08    |          | AEI      | 3,56     |          | EELV     | 3,36     |                | UMP            | 55,20          |                | FN             | 44,80          | Pas de 3e      | Pas de 3e      | Pas de 3e      |
| Présidentielle 2017 |          | FN       | 29,83    |          | LR       | 28,74    |          | EM       | 18,86    |          | LFI      | 12,31    |          | DLF      | 4,65     |                | LREM           | 52,08          |                | FN             | 47,92          | Pas de 3e      | Pas de 3e      | Pas de 3e      |
| Législatives 2017   |          | MoDem    | 32,24    |          | LR       | 27,75    |          | FN       | 20,92    |          | LFI      | 6,55     |          | DLF      | 2,32     |                | LR             | 57,77          |                | MoDem          | 42,23          | Pas de 3e      | Pas de 3e      | Pas de 3e      |
| Européennes 2019    |          | RN       | 32,57    |          | LREM     | 21,19    |          | LR       | 11,77    |          | EELV     | 10,91    |          | DLF      | 4,23     | Tour unique    | Tour unique    | Tour unique    | Tour unique    | Tour unique    | Tour unique    | Tour unique    | Tour unique    | Tour unique    |

### Liste des maires
Depuis 1944, sept maires se sont succédé :
| Période       | Période                    | Identité             | Étiquette             | Qualité |
| ------------- | -------------------------- | -------------------- | --------------------- | --- |
| 1944          | 1953                       | Louis Négro          | SFIO                  | Conseiller général de Cagnes-sur-Mer (1945 → 1951) |
| 1953          | 1956                       | Hippolyte Vial       |                       | |
| 1956          | 1959                       | Louis Négro          | SFIO                  | |
| 1959          | 1961                       | Édouard Robion       |                       | Décédé en fonction |
| 1961          | février 1983               | Pierre Sauvaigo      | UNR puis UDR puis RPR | Avocat au barreau de Grasse Député des Alpes-Maritimes (1973 → 1983) Conseiller général de Cagnes-sur-Mer (1963 → 1983) Décédé en fonction                                                                    |
| mars 1983     | septembre 1984             | Jean-Raymond Giacosa | RPR                   | Premier adjoint du précédent Décédé en fonction |
| novembre 1984 | juin 1995                  | Suzanne Sauvaigo     | RPR                   | Avocate Députée des Alpes-Maritimes (1988 → 1997) Conseillère générale de Cagnes-sur-Mer-Ouest (1983 → 1988) Élue à la suite d'une élection municipale partielle                                              |
| juin 1995     | En cours (au 20 juin 2020) | Louis Nègre          | DVD puis UMP → LR     | Professeur d'éducation physique et sportive Sénateur des Alpes-Maritimes (2008 → 2017) Conseiller général de Cagnes-sur-Mer-Centre (1998 → 2008) 1er vice-président de la Métropole Nice Côte d'Azur (2012 →) |

À la suite de la démission collective du conseil municipal, une élection municipale partielle a eu lieu en février 1998, amenant à la réélection de Louis Nègre.

### Politique de développement durable
La ville a engagé une politique de développement durable en lançant une démarche d'Agenda 21 en 2009.

### Jumelages
Au 6 août 2013, Cagnes-sur-Mer est jumelée avec :
- Passau (Allemagne) depuis 1973. Chaque année, de nombreux jeunes Cagnois effectuent des échanges avec des jeunes de la ville allemande dans le cadre scolaire.

## Population et société

### Démographie

#### Évolution démographique
L'évolution du nombre d'habitants est connue à travers les recensements de la population effectués dans la commune depuis 1793. Pour les communes de plus de 10 000 habitants les recensements ont lieu chaque année à la suite d'une enquête par sondage auprès d'un échantillon d'adresses représentant 8 % de leurs logements, contrairement aux autres communes qui ont un recensement réel tous les cinq ans,.

En 2022, la commune comptait 52 852 habitants, en évolution de +5,91 % par rapport à 2016 (Alpes-Maritimes : +2,85 %, France hors Mayotte : +2,11 %).
| 1793  | 1800  | 1806  | 1821  | 1831  | 1836  | 1841  | 1846  | 1851  |
| ----- | ----- | ----- | ----- | ----- | ----- | ----- | ----- | ----- |
| 1 304 | 1 168 | 1 519 | 1 936 | 2 349 | 2 317 | 2 102 | 2 454 | 2 443 |

| 1856  | 1861  | 1866  | 1872  | 1876  | 1881  | 1886  | 1891  | 1896  |
| ----- | ----- | ----- | ----- | ----- | ----- | ----- | ----- | ----- |
| 2 280 | 2 435 | 2 793 | 2 582 | 2 400 | 2 855 | 3 057 | 2 962 | 3 029 |

| 1901  | 1906  | 1911  | 1921  | 1926  | 1931  | 1936  | 1946  | 1954   |
| ----- | ----- | ----- | ----- | ----- | ----- | ----- | ----- | ------ |
| 3 381 | 3 705 | 5 044 | 5 395 | 7 499 | 7 866 | 9 038 | 9 315 | 11 066 |

| 1962   | 1968   | 1975   | 1982   | 1990   | 1999   | 2006   | 2011   | 2016   |
| ------ | ------ | ------ | ------ | ------ | ------ | ------ | ------ | ------ |
| 15 392 | 22 110 | 29 538 | 35 214 | 40 902 | 43 942 | 48 313 | 46 632 | 49 902 |

| 2021   | 2022   | - | - | - | - | - | - | - |
| ------ | ------ | - | - | - | - | - | - | - |
| 52 580 | 52 852 | - | - | - | - | - | - | - |

La commune est la quatrième du département des Alpes-Maritimes en nombre d'habitants.

#### Pyramide des âges
En 2021, le taux de personnes d'un âge inférieur à 30 ans s'élève à 29,8 %, soit en dessous de la moyenne départementale (31,0 %). À l'inverse, le taux de personnes d'âge supérieur à 60 ans est de 33,3 % la même année, alors qu'il est de 31,0 % au niveau départemental.
En 2021, la commune comptait 24 348 hommes pour 28 232 femmes, soit un taux de 53,69 % de femmes, légèrement supérieur au taux départemental (52,74 %).
Les pyramides des âges de la commune et du département s'établissent comme suit :
| Hommes | Classe d’âge | Femmes |
| ------ | ------------ | ------ |
| 1,2    | 90 ou +      | 2,8    |
| 11,0   | 75-89 ans    | 14,8   |
| 17,0   | 60-74 ans    | 19,3   |
| 20,1   | 45-59 ans    | 19,1   |
| 17,9   | 30-44 ans    | 16,9   |
| 16,3   | 15-29 ans    | 13,8   |
| 16,4   | 0-14 ans     | 13,4   |

| Hommes | Classe d’âge | Femmes |
| ------ | ------------ | ------ |
| 1,1    | 90 ou +      | 2,6    |
| 9,5    | 75-89 ans    | 12,2   |
| 17,6   | 60-74 ans    | 18,7   |
| 20,3   | 45-59 ans    | 19,9   |
| 18,1   | 30-44 ans    | 17,5   |
| 16,5   | 15-29 ans    | 14,6   |
| 16,8   | 0-14 ans     | 14,4   |

### Enseignement
Les établissements d'enseignement à Cagnes-sur-Mer :
- Écoles maternelles,
- Écoles élémentaires,
- Collèges,
- Lycées.

### Manifestations culturelles et festivités

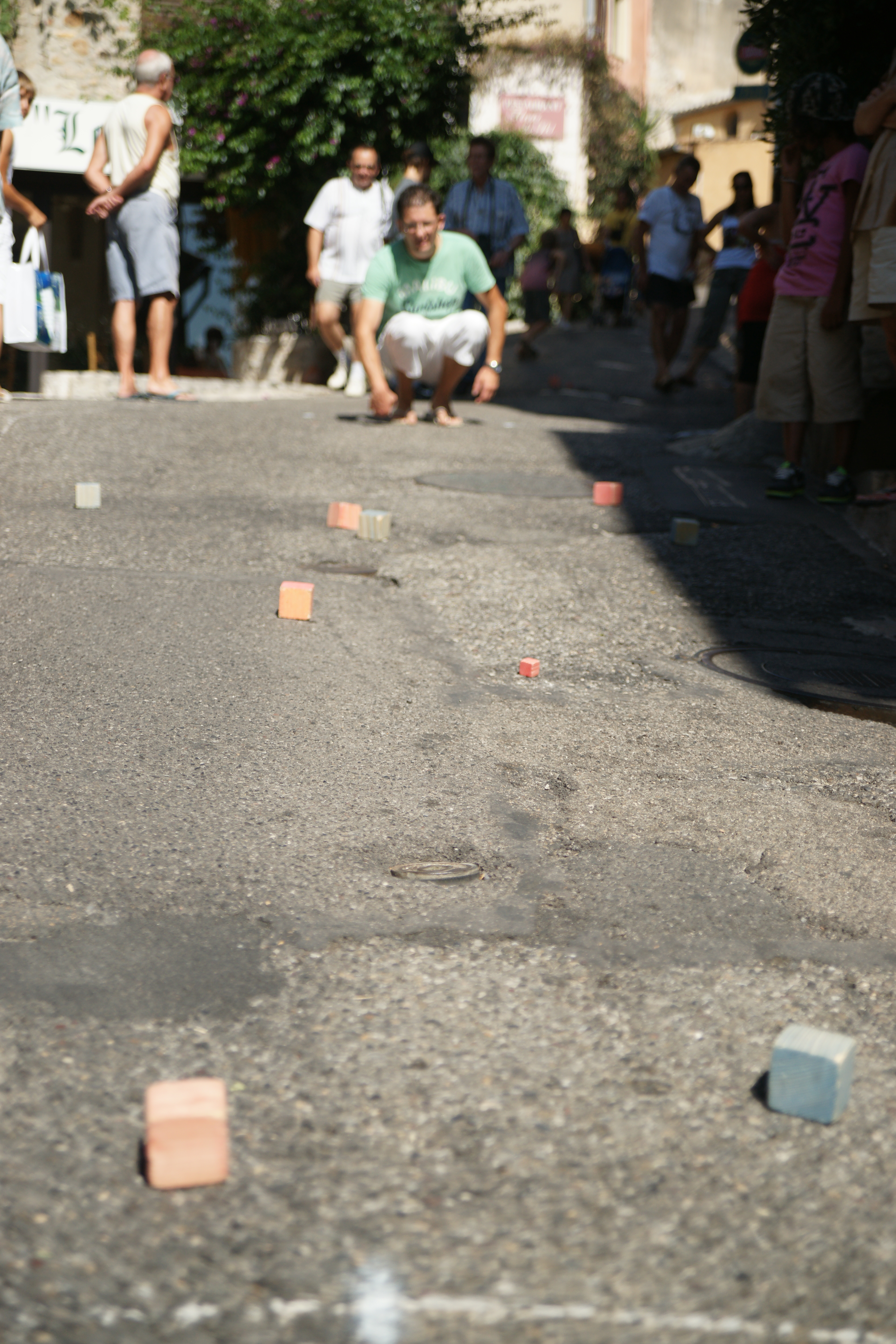
Championnat du monde des boules carrées, Cagnes-sur-Mer, 2011.

- Fête de la St-Pierre et de la Mer à Cagnes-sur-mer début juillet[43]
- Championnat du monde des boules carrées  durant la seconde quinzaine d'août.
- Animations au son de l'orgue de Barbarie[44].
- Salon du livre des auteurs regionaux début juin (depuis 2013)

### Santé
Il y a huit maisons de retraite à Cagnes-sur-Mer, dont sept sont médicalisées (il s'agit d'EHPADs - Établissements d'Hébergement des Personnes Âgées Dépendantes). L'EHPAD Cantazur de 79 places est un établissement public. Les six autres EHPADs sont privés à but lucratif.
On trouve également la polyclinique Saint Jean à Cagnes sur Mer qui regroupe un service d'urgences, un service de Médecine, un service de chirurgie, et une Maternité.

### Sports
- Chaque année au début mai se déroule l'Open GDF Suez de Cagnes-sur-Mer Alpes-Maritimes sur terre battue, troisième plus grand tournoi français de tennis féminin[47].
- En football, Cagnes-sur-Mer est représentée par l'AS Cagnes-Le Cros Football.
- En judo, il y a le JCC (nommé Judo Club de Cagnes-sur-Mer).
- L’école de Voile Municipale, située au Port Abri du Cros de Cagnes.

### Médias
- Le bureau de Cagnes de Nice-Matin couvrait seize communes[48],[49].
- Fréquences radio, sur https://www.frequence-radio.com/frequence-radio-CAGNES-SUR-MER.html.
- Le Magazine Cagnois La gazette Cagnoise est un gratuit distribué dans Cagnes-sur-Mer depuis Juin 2020

### Cultes
- Culte catholique : Paroisse Saint Matthieu[50], Secteur : Cagnes-Vence, Diocèse de Nice.
- Culte musulman, Mosquée de Cagnes-sur-Mer, OMCM[51].
- Culte israélite[52].

## Économie

### Budget et fiscalité 2019
En 2019, le budget de la commune était constitué ainsi :
- total des produits de fonctionnement : 56 901 000 €, soit 1 129 € par habitant ;
- total des charges de fonctionnement : 50 070 000 €, soit 994 € par habitant ;
- total des ressources d'investissement : 8 057 000 €, soit 160 € par habitant ;
- total des emplois d'investissement : 13 080 000 €, soit 260 € par habitant ;
- endettement : 18 383 000 €, soit 365 € par habitant.

Avec les taux de fiscalité suivants :
- taxe d'habitation : 19,51 % ;
- taxe foncière sur les propriétés bâties : 13,93 % ;
- taxe foncière sur les propriétés non bâties : 22,97 % ;
- taxe additionnelle à la taxe foncière sur les propriétés non bâties : 0,00 % ;
- cotisation foncière des entreprises : 0,00 %.

### Revenus de la population et fiscalité
En 2010, le revenu fiscal médian par ménage était de 28 206 €, ce qui plaçait Cagnes-sur-Mer au 17 294e rang parmi les 31 525 communes de plus de 39 ménages en métropole.
Chiffres clés Revenus et pauvreté des ménages en 2017 : médiane en 2017 du revenu disponible, par unité de consommation : 22 110 €.

### Emploi
En 2009, la population âgée de 15 à 64 ans s'élevait à 29 157 personnes, parmi lesquelles on comptait 73,7 % d'actifs dont 65,5 % ayant un emploi et 8,2 % de chômeurs.
On comptait 14 051 emplois dans la zone d'emploi, contre 11 435 en 1999. Le nombre d'actifs ayant un emploi résidant dans la zone d'emploi étant de 19 395, l'indicateur de concentration d'emploi est de 72,4 %, ce qui signifie que la zone d'emploi offre un moins d'un emploi par habitant actif.

### Agriculture
- Coopérative agricole[56] du canton de Cagnes[57].

### Entreprises et commerces
Au 31 décembre 2010, Cagnes-sur-Mer comptait 5 912 établissements : 101 dans l’agriculture-sylviculture-pêche, 241 dans l'industrie, 788 dans la construction, 3 828 dans le commerce-transports-services divers et 954 étaient relatifs au secteur administratif.
En 2011, 753 entreprises ont été créées à Cagnes-sur-Mer, dont 444 par des auto-entrepreneurs.
Une zone touristique internationale (ZTI), où les commerces de détail peuvent déroger au repos dominical des salariés, a été délimitée sur une partie du territoire de la commune par un arrêté en date du 5 février 2016.

## Culture locale et patrimoine
La commune fait souvent, au milieu de juin ou juillet, des feux de joie en bateau[réf. nécessaire].

### Lieux et monuments
La commune contient de nombreux monuments et objets répertoriés à l'inventaire culturel du patrimoine général.

#### Édifices religieux

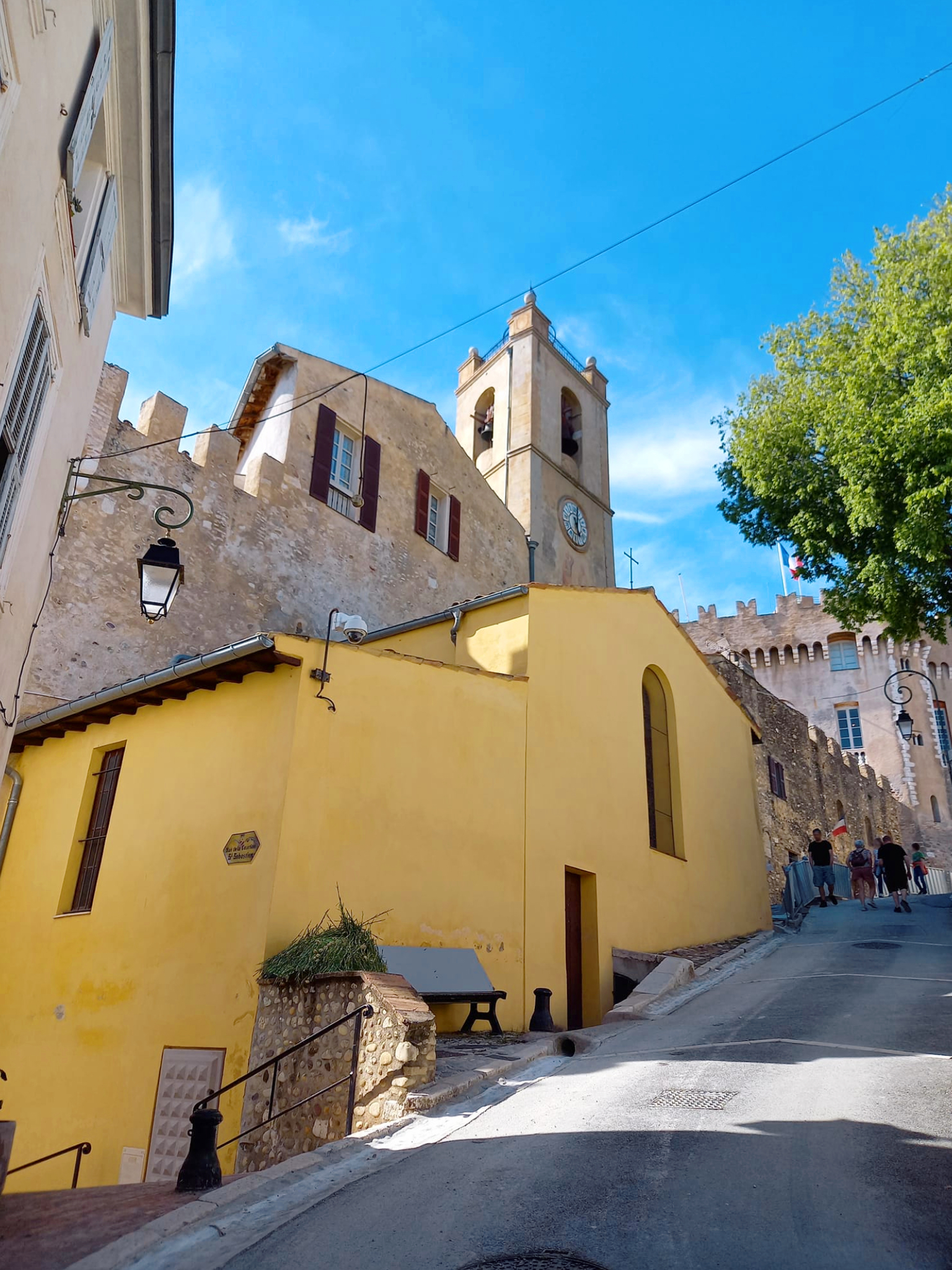
L’église Saint-Pierre-et-Saint-Paul avec le Château-Musée Grimaldi en arrière-plan depuis la Montée de la Bourgade.

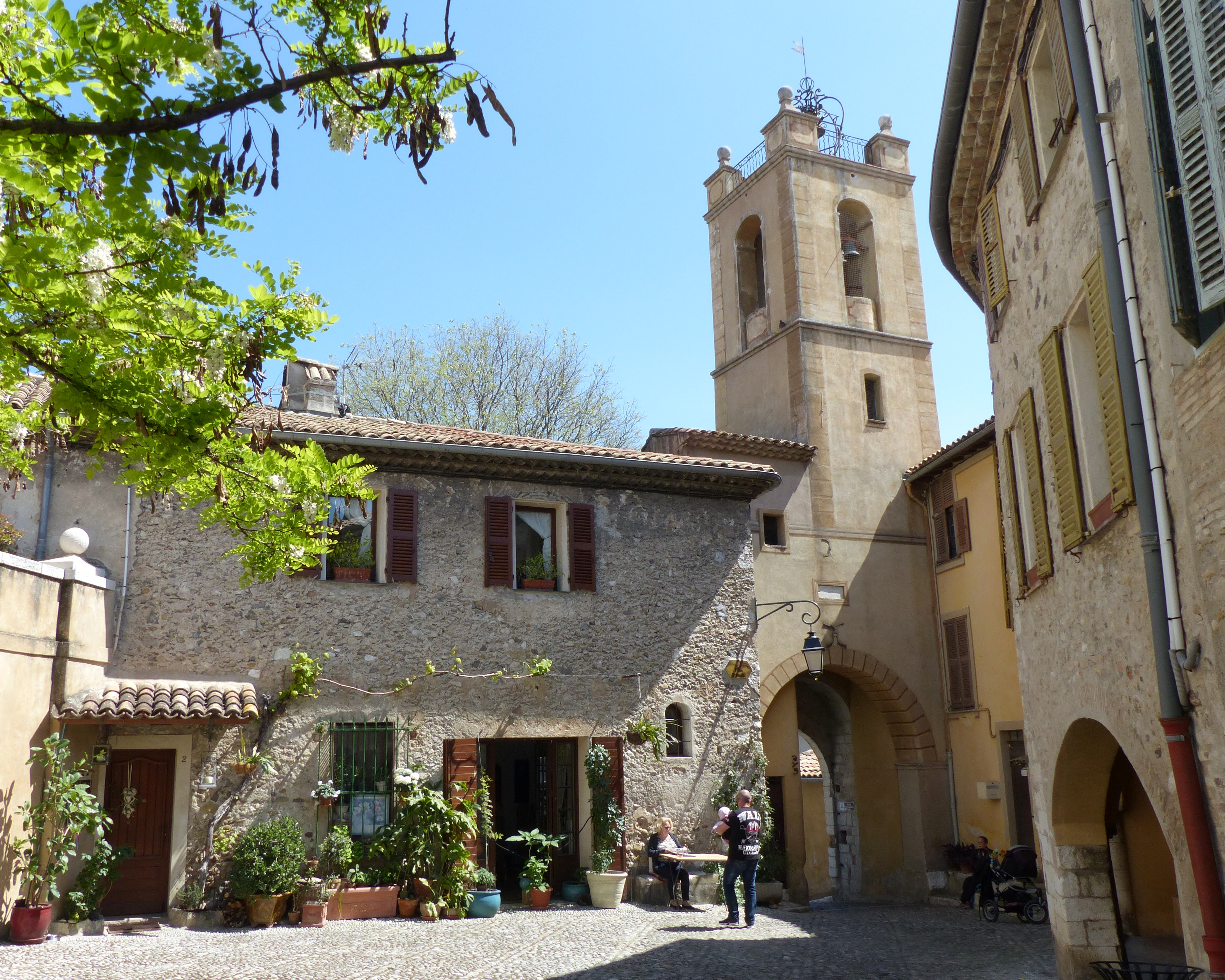
Le clocher de l'église Saint-Pierre-et-Saint Paul et la place Grimaldi.

- Église Saint-Pierre-et-Saint Paul[60], place Joseph Maurel XIIIe siècle[61].
- Église de La-Sainte-Famille, boulevard Maréchal Juin[62].
- Église Notre-Dame-de-la-Mer, avenue Maréchal Leclerc[63].
- Chapelle Notre-Dame-de-Protection, place Notre-Dame de Protection[64], offerte par les Pénitents blancs, XVIe siècle[65],[66]
- Chapelle Saint-Pierre-des-Pêcheurs, promenade de la Plage, au Cros-de-Cagnes, XIXe siècle[67].
- Chapelle Notre-Dame-des-Pilotes, chemin Guillaumet 1958, encore inachevée, vestiges
- Église évangélique, rue de Verdun.
- Église suédoise, rue de Verdun.
- Chapelle Sainte-Anne, XIVe siècle, vestiges.
- Ancienne abbaye de Saint-Véran du Loup.
- Centre Beit Chalom, bâtiment accueillant la Synagogue, Impasse Douce France[68].
- Mosquée de Cagnes-sur-Mer, OMCM[69].
- Monuments commémoratifs[70],[71],[72].

#### Le château-musée Grimaldi
Acheté par la municipalité en 1939, le château est transformé en musée en 1946. Outre son intérêt architectural et sa fresque représentant la chute de Phaéton, réalisée en 1620 par Giulio Benso, le château abrite un musée ethnographique de l'olivier, la donation Suzy Solidor comprenant une quarantaine de portraits de la chanteuse réalisés par de grands noms de la peinture du début du XXe siècle, la donation André Verdet et un musée d'art moderne méditerranéen. Chaque été, le château propose également des expositions temporaires dans le cadre de son Festival international de la peinture.

#### Le domaine Renoir
C'est en 1907 que le peintre Pierre-Auguste Renoir fait l'acquisition d'une propriété, dans le quartier des Collettes, où il s'installe en 1908 après avoir fait construire la villa-atelier et dans laquelle il vivra jusqu'à sa mort en 1919. Il y vivra avec sa femme Aline et leurs trois enfants, Pierre, Jean et Claude. C'est là qu'il abordera pour la première fois la sculpture avec l'aide de Richard Guino. Malgré ses rhumatismes articulaires, il y a peint jusqu'à la fin de sa vie. Il y a reçu de nombreux amis artistes et son marchand Ambroise Vollard.

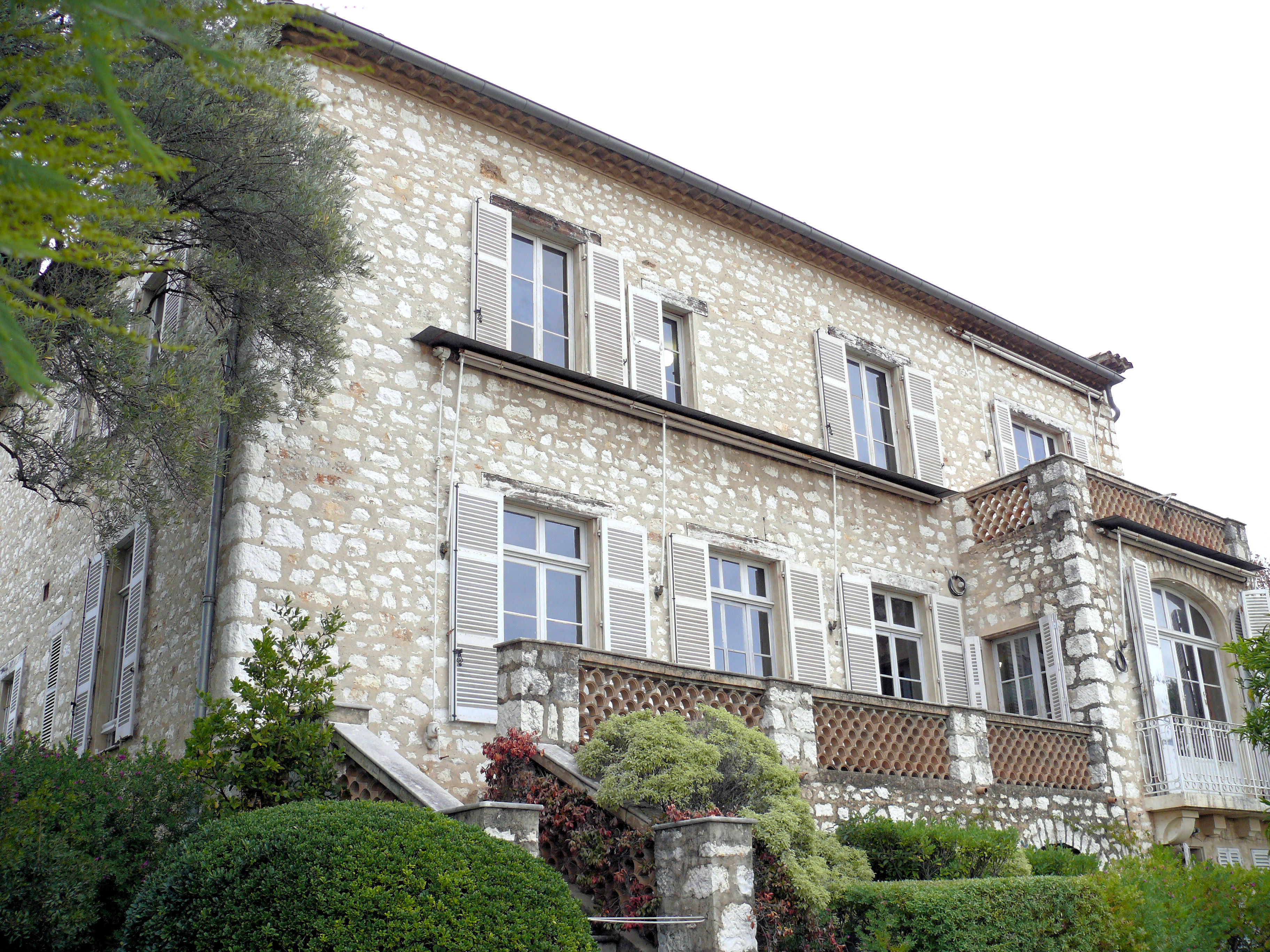
Domaine des Collettes - Maison Renoir côté sud.
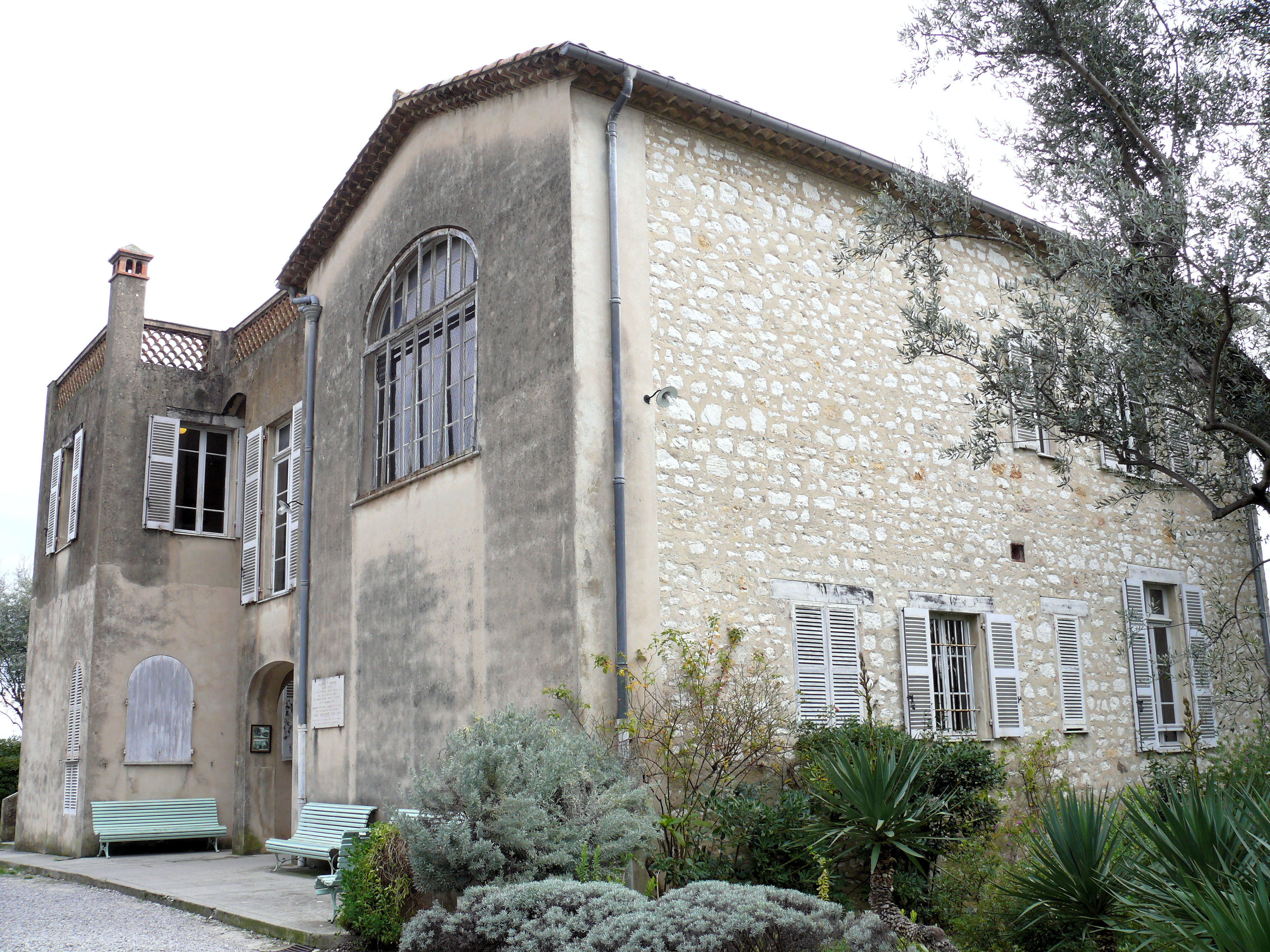
Maison Renoir, côté nord avec la grande fenêtre de l'atelier.
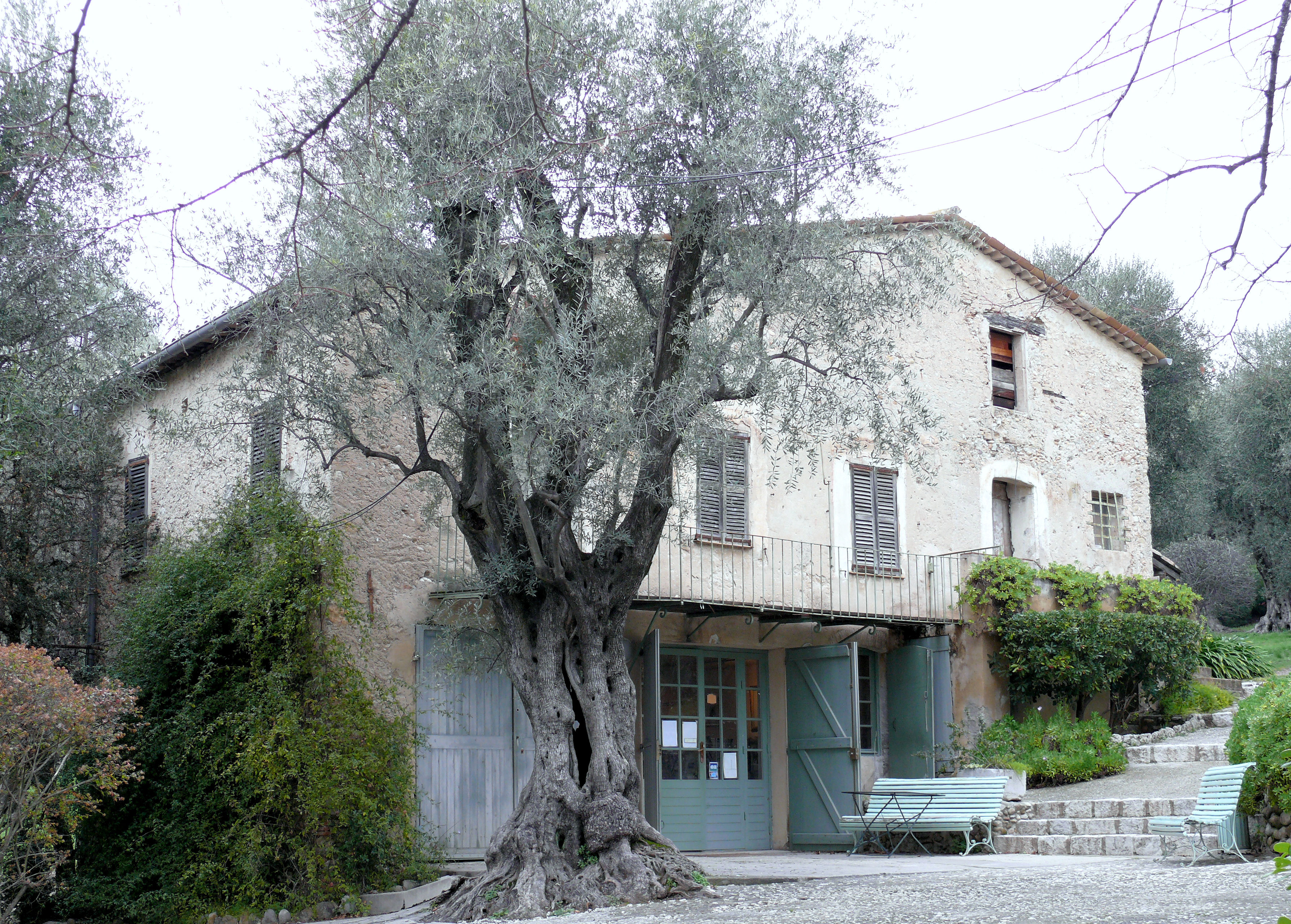
L'ancienne ferme du domaine des Collettes.
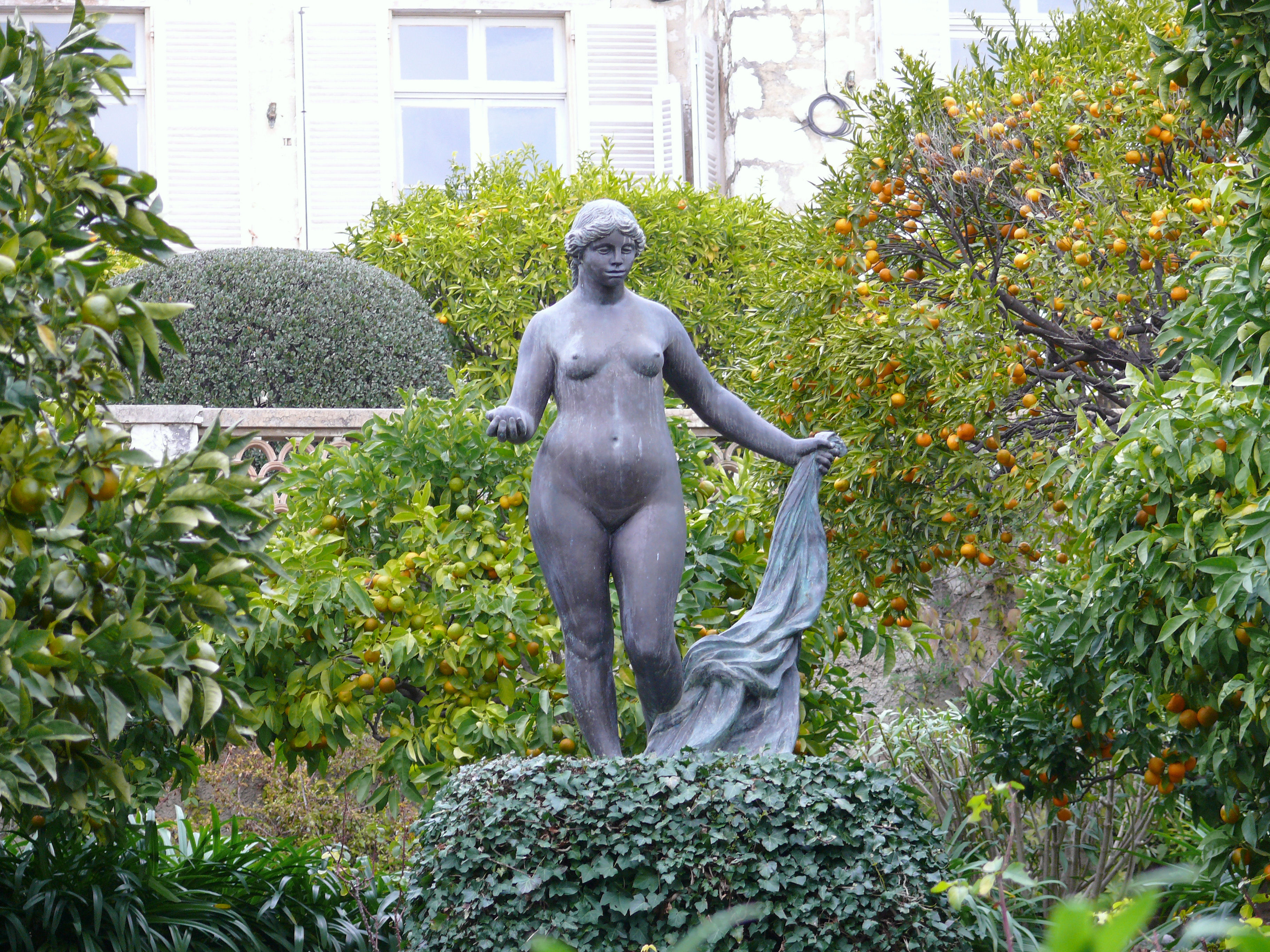
Vénus Victrix sculptée par Renoir et Richard Guino, dans l'orangeraie.

Aujourd'hui transformé en musée, ce domaine propose, outre la visite de l'atelier du peintre, des tableaux de la période nacrée (1889 à 1919), des sculptures, des lithographies et des études préparatoires.

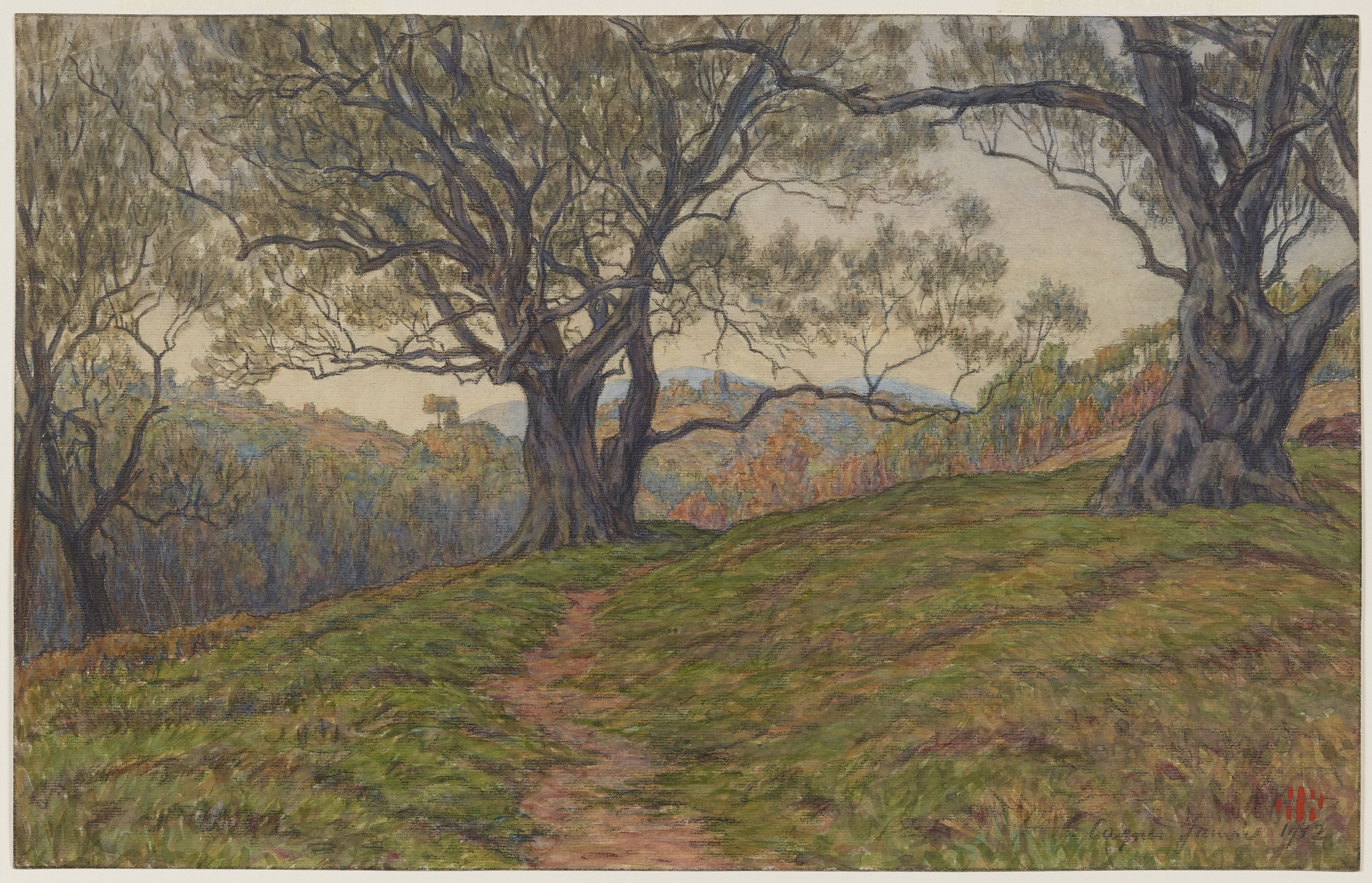
Henri Rivière : Étude d'oliviers, Cagnes (dessin, 1912).

De nombreux artistes, tels que Pierre-Auguste Renoir, Chaïm Soutine, Raoul Dufy, Tsugouharu Foujita, Victor Vasarely, Moïse Kisling, Yves Brayer, Paul Cognasse et son épouse Jeanne Michau dite Calern, Mouloudji, Georges Simenon, Jean Villeri, Brigitte Bardot, Suzy Solidor, Georges Ulmer… ont séjourné et travaillé à Cagnes-sur-Mer, surnommée jusque dans les années 1960 le « Montmartre de la Côte d'Azur ».

#### L’hippodrome
En septembre 1952, l'hippodrome de la Côte d'Azur ouvre ses portes avec des installations provisoires. Huit ans plus tard, en décembre 1960, c'est l'inauguration officielle. Depuis, les infrastructures n'ont cessé de se développer et de s'améliorer, ce qui lui a permis de devenir l'un des plus importants hippodromes de France aussi bien d'un point de vue sportif (nombreuses courses de Groupes en trot, galop et obstacle) qu'au niveau de la fréquentation.

#### Médiathèque municipale
La médiathèque est installée dans une maison de maître de 420 m2, à proximité de la gare de Cagnes-sur-Mer, achetée par la ville en décembre 1983. Sur la façade sud du bâtiment on trouve un cadran solaire. La première vidéothèque du département est inaugurée en 1988. Site de la Médiathèque
Des documents relatifs au peintre Pierre-Auguste Renoir peuvent être consultés sur place.

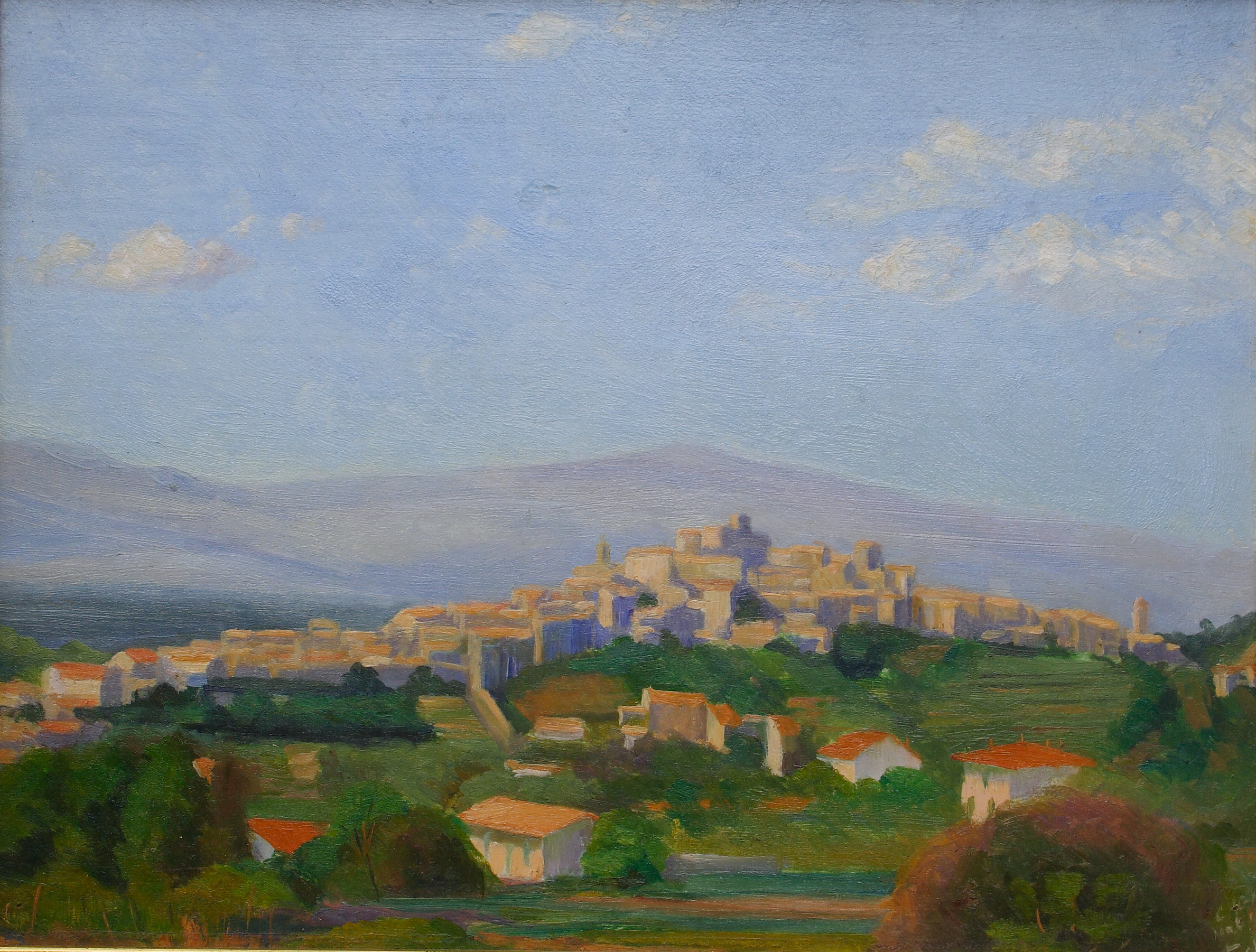
Georges-Émile Lebacq, 1910 Cagnes-sur-Mer

#### Ludothèque municipale
- Ludothèque ouverte depuis 1998. Site de la Ludothèque

### Patrimoine naturel
Le territoire de la commune est situé au sein de deux zones naturelles d'intérêt écologique, faunistique et floristique (ZNIEFF),. L'artiste Belinda Bussotti crée pour la préservation des hippocampes une sculpture qui sera dressée sur la promenade de la plage.

### Personnalités liées à la commune

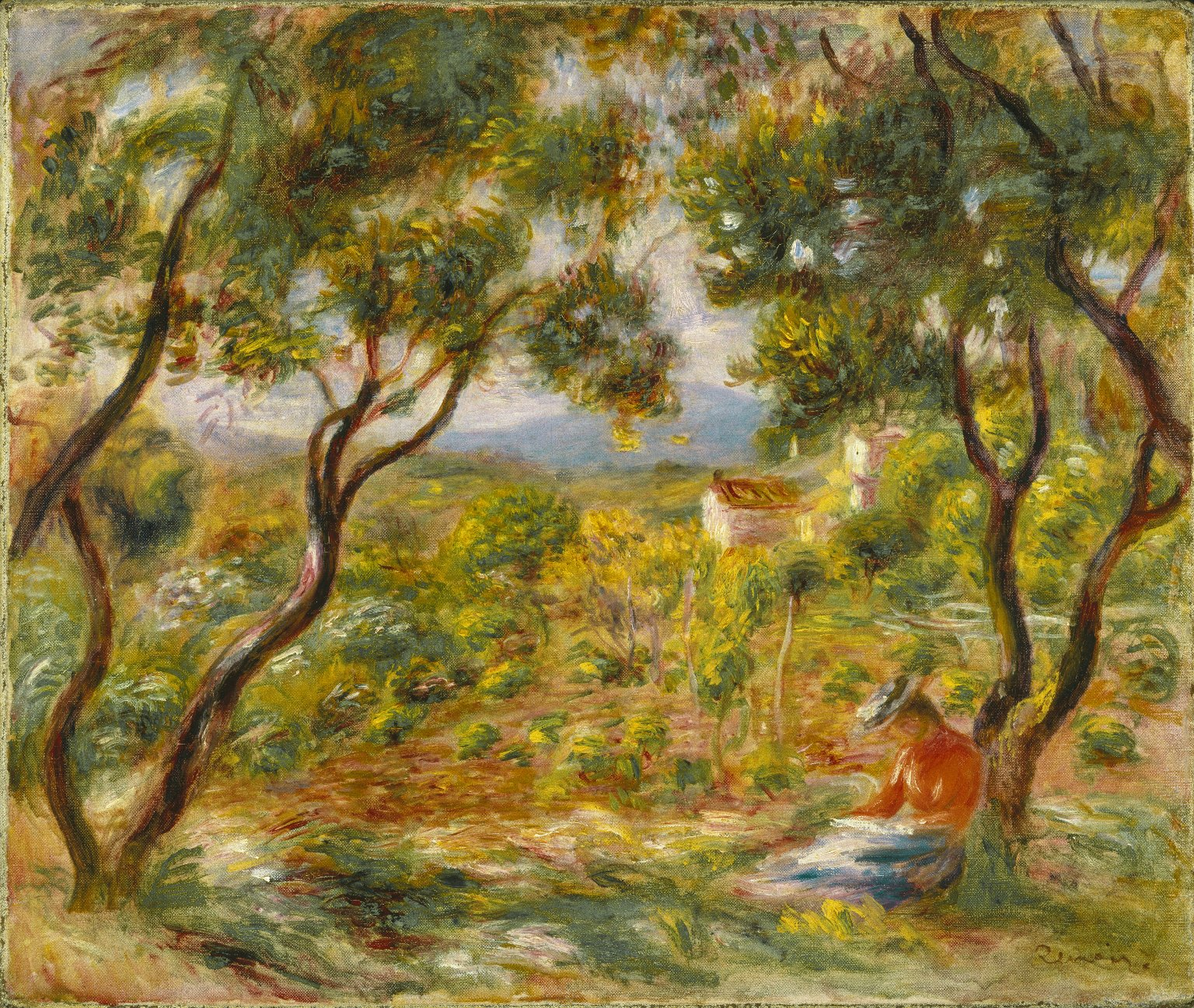
Les Vignobles de Cagnes par Pierre-Auguste Renoir, 1908. Brooklyn Museum

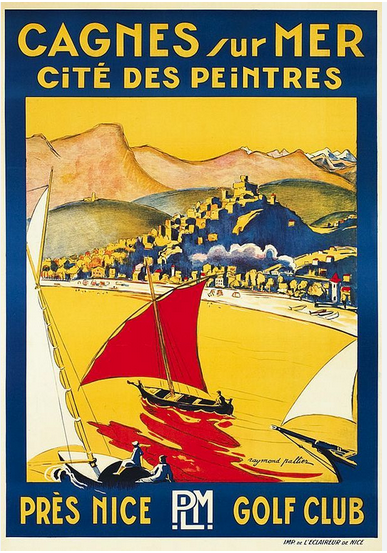
Affiche de Raymond Pallier (1920).

- Jean-Michel Provençal (1781-1845), médecin et professeur de zoologie.
- César Provençal (1814-1868), médecin.
- Charles Bérenger (1829-1913), homme politique.
- Auguste Renoir (peintre) y a vécu de 1903 à sa mort le 3 décembre 1919 (°1845 Limoges).
- Ferdinand Deconchy (1859-1946), peintre, résidant et maire de la ville.
- Charles Géniaux (1870-1931), romancier, journaliste et photographe, a vécu à Cagnes-sur-Mer et y est enterré.
- Georges-Émile Lebacq (1876-1950), peintre belge impressionniste et post-impressionniste, vécut à Cagnes-sur-Mer de 1906 à 1918. Une de ses toiles, l'Olivier, se trouve au Château-musée Grimaldi.
- Geer Van Velde, peintre.
- Suzy Solidor (1900-1983), chanteuse française, modèle, actrice et romancière.
- Alain Renoir (1921-2008), professeur de littérature et écrivain, fils de Jean Renoir et petit-fils d'Auguste Renoir.
- Georges Romanovitch (1930), pianiste.
- Patrice Ricord (1947-2025), caricaturiste et portraitiste y est né.
- Ingmar Bergman y a passé quelque temps en 1949 pour écrire son film La Prison.
- Pierre Bertrand (1972), musicien de jazz.
- Laurence Trastour-Isnart (1972), députée des Alpes-Maritimes, conseillère municipale de Cagnes-sur-Mer depuis 1998, née dans la commune.
- Hamilton Sabot (1987), gymnaste.
- Kim Tillie (1988), joueur de basket-ball.
- Kévin Tillie (1990), joueur de volley-ball.
- Booba, rappeur, a vécu à Cagnes-sur-Mer pendant une partie de son enfance.
- Loïc Bruni (1994), champion du monde 2015 de VTT-descente.
- Loris Vergier (1996), coureur cycliste spécialiste de VTT de descente.
- Anna Handler (1996), pianiste et chef d'orchestre.
- Bryan Masson (1996), député des Alpes-Maritimes, né à Cagnes-sur-Mer.
- Théo Letitre (1997), skieur alpin.
- Les 5 Justes parmi les nations[83] :
  - Joseph Biagi ;
  - Emile Biagi ;
  - Jean Biagi ;
  - Marie-Thérèse Pallanca ;
  - Marius Pallanca.

### Héraldique

Armoiries de Cagnes-sur-Mer.

|  | Blasonnement : Coupé : au 1er d'or au levron passant d'azur, au 2e de gueules à la barre d'argent. Devise : « La foi sauve l'âme » (La fe sauva l'ama). Ces armoiries sont en fait des armes imposées d'office à la suite de l'édit de novembre 1696, elles sont dues à un commis de Charles d'Hozier (cf. Armorial général de 1696, Provence, 1re partie, folio 701). Selon Cappati, les véritables armes de cette commune seraient les suivantes : D'azur à l'agneau pascal d'argent. Elles apparaissent sur deux pierres d'angles du château. L'une est encore en place (angle nord, à mi-hauteur), l'autre a été déposée et est exposée à l'intérieur du musée. |